# Каликинский Березник
Каликинский Березник — деревня в Вожегодском районе Вологодской области.
Входит в состав Бекетовского сельского поселения (с 1 января 2006 года по 9 апреля 2009 года входила в Липино-Каликинское сельское поселение), с точки зрения административно-территориального деления — в Липино-Каликинский сельсовет.
Расстояние до районного центра Вожеги по автодороге — 70 км, до центра муниципального образования Бекетовской по прямой — 13 км. Ближайшие населённые пункты — Никольская, Анисимовская, Иваньково, Борисово.
По данным переписи в 2002 году постоянного населения не было.